# Марлон Девоніш
Марлон Девоніш  (англ. Marlon Devonish, 1 червня 1976) — британський легкоатлет, олімпійський чемпіон.

## Виступи на Олімпіадах
| Олімпіада   | Дисципліна              | Місце          |
| ----------- | ----------------------- | -------------- |
| Сідней 2000 | біг на 200 метрів       | 7 h4 r2/4      |
| Сідней 2000 | естафета 4 x 100 метрів | участь h1 r1/3 |
| Афіни 2004  | естафета 4 x 100 метрів | 1              |
| Пекін 2008  | біг на 200 метрів       | 7 h2 r3/4      |
| Пекін 2008  | естафета 4 x 100 метрів | участь h2 r1/2 |